# Яким Сомко
Якѝм Сомко̀ (на украински: Яким Сомко) е високопоставен украински военен и политически деец, временен хетман на Левобрежна Украйна.

## Семейство
Годината на раждане на Яким Сомко не е известна съвсем точно, но според някои данни тя е 1619-а. Знае се, че произхожда от заможно казашко-търговско семейство от град Переяслав. През 20-те години на ХVІІ век баща му Семьон Сом е посланик в Москва. Яким е в родствени връзки с хетман Богдан Хмелницки, тъй като сестра му Анна става първата съпруга на хетмана и майка на всичките му деца, включително и на Юрий Хмелницки.
Сомко се жени за Ирина Семьоновна (фамилията е неизвестна), от която има един син Васил и две дъщери – Параска и Халина. Параска се омъжва за Иван Берло, сотник от Воронков, а Халина – за Данило Короп. Васил служи в Переяславския полк.

## Младост
Родителите на Сомко го изпращат да учи в Киево-Могилянската академия. Въпреки търговския си произход, Яким подкрепя по всякакъв начин революционните действия на Богдан Хмелницки. Става казашки офицер, който започва освободителната война заедно с него. През 1652 г. получава чин прилуцки полковник, а две години по-късно, изпълнявайки дипломатическите указания на хетмана, заминава на мисия в Москва. През 1654 г. става сотник в Переяславския полк.
Сомко е особено чувствителен към промените в политическата ситуация и държавното устройство, настъпили след смъртта на Богдан Хмелницки през 1657 г. Той застава против избирането за хетман на Иван Виховски (Виговски), който води прополска политика. На следващата година Сомко подкрепя въстанието, водено от кош атамана Яков Барабаш и полтавския полковник Мартин Пушкар срещу управлението на Иван Виховски. След като Виховски успява да го потуши, Яким Сомко бяга от започналите репресии на юг, но се завръща година по-късно и става полковник в Переяславския полк. Въпреки това, на следващата година той и още един офицер са записани като шляхтичи в сейма на Жечпосполита.
Според някои сведения, още през 1659 г. Сомко е назначен за хетман на Левобережна Украйна, след като събира войска от 10 000 казака и нанася сериозно поражение на Виховски. Започва активно да действа за избора на нов хетман, надявайки се, че ще привлече вниманието върху себе си. Тази надежда не е оправдана, тъй като за хетман е избран Юрий Хмелницки, като резултат на което отношенията между между чичо и племенник стават враждебни.
Сомко започва да търси нови поддръжници и се сближава с нежинския полковник Васил Золотаренко, който също е зет на починалия хетман. Сестра му Ана е трета съпруга на Хмелницки. През 1659 г. двамата помагат на московските войски под командването на войводата Алексей Трубецки да навлязат в териториите по левия бряг на Днепър. Веднага след това Сомко се заклева във вярност на руския цар и официално става полковник в Переяславския полк за втори път. На 8 април 1659 г. получава от руския цар дворянска титла и герб, на който са изобразени ръка с издигнат гол меч и шлем над нея.

## Временен хетман
През 1659 г. действащият хетман Иван Виховски е отстранен от власт и Сомко започва подготовка за кандидатстване при избора на нов хетман. Той обединява голяма група влиятелни привърженици не само в района на Переяслав, но и в други административни полкове.
Конфронтацията между Полско-литовската държава, Московското царство, Кримското ханство и Украинския хетманат в Чуднивската кампания от 1660 г. довежда до отказа на някои полкове от левия бряг да признаят властта на хетман Юрий Хмелницки. След битката при град Чуднив и поражението на Хмелницки, голяма част от Украйна е разделена на две части – Левобрежна, под влиянието на Руското царство и Деснобрежна, под влиянието на полско-литовската държава Жечпосполита. Юрий Хмелницки остава хетман на Деснобрежна Украйна, а в Левобрежна започва борба за власт.
Приемайки, че Левобрежна Украйна трябва да има свой хетман, подчинен само на руския цар, московската администрация спомага за свикването на казашки съвет, който се състои през 1660 г. в Козелец. Претендентите за хетманския пост са двама – Яким Сомко и неговия приятел Васил Золотаренко, брат на известния хетман на Запорожката войска Иван Золотаренко, загинал в Беларус по време на обсада. След дълги колебания и спорове, и с помощта на руските власти, за временен хетман на Левобрежна Украйна е провъзгласен Яким Сомко. Полковниците от Чернигов, Нежин, Миргород, Прилуки, Лубенец, Ирклиев и Зинкив подписват специално писмо, в което се заклеват да служат вярно на своя нов хетман. Той изпраща посланици в Москва с известие за избирането си, но там е признат само за временен хетман. Руският цар Алексей Михайлович не му вярва достатъчно, защото е чичо на бунтовния хетман Юрий Хмелницки. Освен това епископ Методий (Максим Филимонович) докладва на руснаците, че изборът е постигнат чрез измама и насилие. Въпреки че е само временен хетман, много хронисти и историци нареждат Яким Сомко сред действащите украински хетмани.
Той се противопоставя на сключения от Юрий Хмелницки през същата година Слободищенски договор, който задължава казаците да воюват срещу Русия на страната на Жечпосполита. Две години по-късно Сомко се опитва окончателно да завземе властта в Левобрежна Украйна и имайки подкрепата на по-голямата част от офицерите, получава хетманската титла. Но правителството в Москва отново не одобрява избора и той остава само временен хетман. Легитимността на избора му не е призната и от неговия бивш близък приятел Васил Золотаренко.
В периода 1660 –1662 г. Сомко воюва както срещу поляците, така и срещу кримските татари, които се стремят да превземат и окупират територията на Левобрежна Украйна. Първоначално подкрепя Руското царство, но постепенно се разочарова от неговата политика, особено след като то възпрепятства усилията му да обедини цялата казашка държава под свое командване. С оттеглянето на подкрепата си той губи и малкото доверие на руското правителство. Настроен против него е и киевският митрополит епископ Методий, твърд московски привърженик и поддръжник на кандидата за хетман Иван Брюховецки. Сомко получава подкрепата на антимосковското киевско духовенство, водено от Инокентий Гизел, архимандрит на Киевско-Печорската лавра, ректор на Киево-Братската колегия и Йоаникий Галятовски, църковен деец и писател, представител на руската схоластична проповед.
Юрий Хмелницки не изоставя опитите си да обедини Левобрежна и Деснобрежна Украйна под своето управление. Първоначално се опитва да го постигне чрез мирни преговори с чичо си. Поради непримиримостта и нежеланието си да отстъпи властта на левобережния хетман, синът на Богдан Хмелницки договаря с Полската корона и Кримското ханство подкрепа при военни действия и провежда няколко нападения на левия бряг. С помощта на московските войски Сомко успешно се противопоставя на натиска от своя племенник. Само през 1661 г. има три такива големи битки между Левобрежна и Деснобрежна Украйна – през март при Переяслав, през април – при бившата казашка столица Трахтемиров и третият – при Стайки. Освен това се случват и местни сблъсъци – около Козелец, Нежин, Березан, Бориспил и Баришевка.

### Опит за реформи
Сомко настоява цялата власт да принадлежи на казашките офицери, които да държат тълпата в подчинение. Създава нов проект за реорганизация на армията и обществото, според който селяните и казаците да бъдат определени като представители на различни групи от населението. Дотогава всеки селянин е можел да бъде и казак, ако е необходимо. Сомко предлага всички казаци да бъдат записани и регистрирани в полкови регистри, а селяните – в специални селски регистри. Селяните да нямат право да се присъединяват към казаците и с това да се ползват от казашките права. Предложението му е казашките регистри да обхванат както казаците в градовете, така и тези в Запорожката Сеч, което би довело до признаването им за определена социална прослойка.
Предлага да се отмени съдебният имунитет на казашките старшини и да им се забрани да контактуват директно с царската власт, заобикаляйки хетмана. В същото време за първи път в украинско-руските отношения е изразена идеята за въвеждане на специален царски представител при правителството на хетмана.
Сомко редовно се оплаква на царя за действията на московските войводи, които не се съобразяват с Переяславските статии от 1659 г. и иска изтеглянето на руските гарнизони от градовете Хадяч, Зинков и Грун. Набляга на отбраната и на политическите и икономически права на казаците. Последното се проявява и в отказа му да се разпространят на левия бряг обезценените медни царски пари, чието въвеждане предизвиква недоволство сред поданиците на Алексей Михайлович в Москва и в руските провинции. Освен това смята, че трябва да се насърчава развитието на търговията и промишлеността така, че да се създаде нова обществена група от търговци и индустриалци.
Проектът за реформи не се харесва нито казаците, които се издържат за сметка на селяните, нито на селяните, които оттук нататък трябва да останат обвързани само със земята, без перспектива до преминат в прослойката на казаците. Друга пречка за реализирането на проекта са политическите обстоятелства по това време. В Запорожката Сеч е появява и друг претендент за хетманската власт – Иван Брюховецки.

## Борба за хетманство
След като Яким Сомко губи подкрепата на Москва, започва активна борба за получаване на хетманската власт. В този период Брюховецки е кош атаман в Запорожката Сеч, но започва да нарича себе си кош хетман. Пише клеветнически писма до Григорий Косагов, командир на руските войски, изпратени от царя в подкрепа на борбата на запорожките казаци срещу кримските татари. В тях обвинява Сомко че е предал руския цар. За да се отърве от конкуренцията, написва същия тип писма и за Золотаренко. Сомко, от своя страна, също пише до Москва писма с обвинения към Брюховецки. Всички негови искания да се извърши „разследване и правосъдие“ обаче, се отлагат до избора на редовен хетман.
В отговор на действията на Брюховецки, Сомко прибягва до своеобразна икономическа блокада на Запорожката Сеч – заповядва да изгорят всички лодки и салове в района на Перевалочная, използвани за транспортиране на различни доставки до и от Сечта. Така се опитва да прекъсне връзката между Левобрежна Украйна и Запорожката Сеч. Това обаче се оказва грешка, тъй като тези салове и лодки са построени по заповед на руския цар. Възползвайки се от такава небрежност, Брюховецки веднага съставя донос до Москва и отново обвинява Сомко и Золотаренко в предателство.
В края на април 1661 г. край село Бикова, близо до Нежин, се провежда казашки съвет с участието на Нежинския, Прилукския, Лубенския, Миргородския, Переяславския и частично Черниговския полкове. Повечето от участниците подкрепят Яким Сомко за позицията на хетман, но казаците от Нежинския полк предпочиат хетман да стане Васил Золотаренко. На него хетманството на Сомко е потвърдено отново.
И Юрий Хмелницки и Сомко се стремят да обединят двата бряга на Днепър, но всеки от тях вижда себе си като хетман на обединена Украйна. Сомко се опитва да преговаря с племенника си и многократно му изпраща писма по свои пратеници. Той разработва план за „подчинение“ на Деснобрежна Украйна. Идеята е левобрежни гарнизони да бъдат въведени в най-големите и градове на десния бряг. В случай на неуспех Сомко дори планира да изтегли цялото население от десния на левия бряг и по Днепър да построи големи укрепления. За да се помирят, Сомко многократно се срещал лично с Хмелницки. Такива срещи се състоят през октомври и ноември 1661 г., когато двамата се срещат близо до Переяслав.
През лятото на 1662 г., борбата със съперниците за хетманството не пречи на Сомко да проведе успешни военни действия срещу Юрий Хмелницки, на когото нанася няколко поражения. През април 1662 г. полковете на Сомко и Золотаренко, подпомогнати от руски войски, разбиват армията на Юрий Хмелницки край град Жовнин, а през юли същата година – и при Переяслав. През август се състои следваща битка – при Бужин, Черкаска област. Командващият хетман Сомко отново призовава на помощ 15 000 руски войници, водени от Григорий Ромодановски. Той изпраща части на десния бряг, които завладяват и опожаряват Константиновка, Балаклия, Смила и Орловец, след което се придвижват към Бужин. Там, на 12 август, са атакувани от казаци от Подолския и Брацлавския полкове, водени от Юрий Хмелницки. Оттегляйки се към Днепър, руснаците са напълно разбити от деснобрежните войски, които са подпомогнати от татарските отряди на султан Мехмед ІV Гирай. Само малка част от почти 8-хилядната руска армия се спасява от смърт или плен. Въпреки това, тази победа не дава възможност на Юрий Хмелницки да овладее трудната военнополитическа ситуация в Украйна, която остава разделена на две хетманства.
В същото време противниците на Сомко не спират с доносите и го обвиняват в тайни сделки освен с Юрий Хмелницки и наследника му Павло Тетеря, но и с Полша и Крим. Руското правителство се възползва от обвиненията, а и от факта, че все още не е одобрило решението на казашкия старшински съвет в Козелец и не е признало официално мандата на Сомко като хетман. За да се стигне до нови избори, през 1663 г. руснаците предизвикват провеждането на Черната рада в Нежин.

## Черна рада
На 17 юни 1663 г. близо до град Нежин е свикана Черната рада за избор на хетман на Левобрежна Украйна. Радата се нарича черна, защото освен казаци, присъстват и имат право на равностоен глас и т.нар. черни – представители на селяните, занаятчиите и по-ниските градски слоеве от населението. На радата присъстват и около 8000 руски царски войници, начело с княз Даниил Великогагин. Претендентите за хетманския пост са трима – Яким Сомко, Иван Золотаренко и Иван Брюховецки. През първия ден се стига до въоръжен сблъсък между водените от тях казаци, а една група едва не убива самия Сомко, който успява да се скрие в шатрата на княз Великогагин. По заповед на царския представител изборът на хетмана е отложен за следващия ден. През нощта много от привържениците на Сомко преосмислят позициите си и голяма част от казаците застават на страната Брюховецки. На радата старшините номинират своите представители Сомко и Золотаренко и на три пъти изразяват подкрепата си за Сомко.  Московчаните са недоволни от Сомко, тъй като временният хетман се опитва да разшири правата си и да намали руското влияние. Повече от 40 000 поддръжници гласуват за Брюховецки. Руското царство го поддържа, а присъстващата руска войска става един от основните аргументи за неговия избор. Радата завършва с провъзгласяването на Иван Брюховецки за хетман.

## Кончина
След избирането на Брюховецки, двамата му опоненти Яким Сомко и Васил Золотаренко веднага са арестувани. По негова заповед са арестувани и едни от най-ревностните техни привърженици – полковниците Оникий Силич, О. Щуровски, С.Третяк, И.Папкевич, С.Шамрицки, Д. Чернявски, генералните писари Х.Тризну и М. Вуяхевич-Височински, някои старшини и сотници. Враждебно настроените старшини са арестувани и заточени в Сибир.
Новият хетман обвинява политическите си опоненти Сомко и Золотаренко във връзки с полската шляхта и в държавна измяна. Двамата са прехвърлени към военния съд, който се състои от поддръжници на Брюховецки и ги осъжда на смърт чрез обезглавяване. На 18 септември, заедно с няколко техни поддръжници, двамата са екзекутирани на площада на град Борзна, Черниговска област.
Според летописеца на запорожките казаци Самуил Величко, татарският палач бил толкова поразен от внушителната фигура и красотата на Сомко, че пристъпил към извършването на екзекуцията със съжаление и упрекнал казаците, отбелязвайки „Бог създаде този човек за удивление на света, а вие го убивате“. В хрониката на Григорий Грабянка Яким Сомко е описан като „храбър и смел воин, висок и с необикновена красота“.